# Campionato europeo di automobilismo 1936
Il Campionato europeo di automobilismo 1936 è stata la IV edizione del Campionato europeo di automobilismo, ad aggiudicarselo fu Bernd Rosemeyer.

## Calendario gran premi
| Pos. | Nazione                 | Circuito    | Data         | Vincitore         | Scuderia      |
| ---- | ----------------------- | ----------- | ------------ | ----------------- | ------------- |
| 1    | Gran Premio di Monaco   | Monte Carlo | 13 aprile    | Rudolf Caracciola | Mercedes-Benz |
| 2    | Gran Premio di Germania | Nürburgring | 26 luglio    | Bernd Rosemeyer   | Auto Union    |
| 3    | Gran Premio di Svizzera | Bremgarten  | 23 agosto    | Bernd Rosemeyer   | Auto Union    |
| 4    | Gran Premio d'Italia    | Monza       | 13 settembre | Bernd Rosemeyer   | Auto Union    |

## Classifica campionato
| Pos. | Pilota                  | MON | GER | SUI | ITA | Pts |
| ---- | ----------------------- | --- | --- | --- | --- | --- |
| 1    | Bernd Rosemeyer         | Ret | 1   | 1   | 1   | 10  |
| 2    | Hans Stuck              | 3   | 2   | 3   | Ret | 15  |
| 3    | Tazio Nuvolari          | 4   | Ret | Ret | 2   | 17  |
| 4    | Achille Varzi           | 2   |     | 2   | Ret | 19  |
| 5    | Raymond Sommer          | 7   | 9   | Ret |     | 21  |
| 6    | Rudolf Caracciola       | 1   | Ret | Ret |     | 22  |
| 7    | Antonio Brivio          | 5   | 3   |     |     | 23  |
| =    | Carlo Felice Trossi     | Ret | 8   |     | 7   | 23  |
| =    | Ernst von Delius        |     | 6   |     | 3   | 23  |
| 10   | Manfred von Brauchitsch | Ret | 7   | Ret |     | 24  |
| =    | Rudolf Hasse            |     | 4   | 5   |     | 24  |
| =    | Hermann Lang            |     | Ret | 4   |     | 24  |
| =    | René Dreyfus            |     | Ret | Ret | 4   | 24  |
| 14   | Jean-Pierre Wimille     | 6   | Ret | Ret |     | 26  |
| =    | Luigi Fagioli           | Ret | 5   | Ret |     | 26  |
| =    | Nino Farina             | Ret |     | Ret | Ret | 26  |
| 17   | Pietro Ghersi           | 8   |     |     | Ret | 27  |
| 18   | William Grover-Williams | 9   |     |     |     | 28  |
| =    | Philippe Étancelin      | Ret |     | Ret |     | 28  |
| =    | Louis Chiron            | Ret | Ret |     |     | 28  |
| =    | T. Cholmondeley-Tapper  |     | 10  |     |     | 28  |
| =    | Francesco Severi        |     | Ret |     |     | 28  |
| =    | Carlo Maria Pintacuda   |     |     |     | 5   | 28  |
| =    | Piero Dusio             |     |     |     | 6   | 28  |
| 25   | Clemente Biondetti      |     |     | Ret | Ret | 29  |
| 26   | Walter Rens             |     | Ret |     |     | 30  |
| =    | Earl Howe               |     |     | Ret |     | 30  |
| 28   | Eugenio Siena           | Ret |     |     |     | 31  |
| =    | Mario Tadini            | Ret |     |     |     | 31  |
| =    | Richard Seaman          |     | Ret |     |     | 31  |
| =    | Juan Zanelli            |     | Ret |     |     | 31  |
| =    | Jacques de Rham         |     |     | Ret |     | 31  |

| LEGENDA     | LEGENDA                        | LEGENDA |
| Colore      | Risultato                      | Punti   |
| ----------- | ------------------------------ | ------- |
| Oro         | Vincitore                      | 1       |
| Argento     | 2º                             | 2       |
| Bronzo      | 3º posto                       | 3       |
| Verde       | Completato più del 75%         | 4       |
| Blu         | Completato tra il 50% e il 75% | 5       |
| Porpora     | Completato tra il 25% e il 50% | 6       |
| Rosso       | Completato meno del 25%        | 7       |
| Nero        | Squalificato                   | 8       |
| Trasparente | Non ha partecipato             | 8       |